# Eurolistriodon
Eurolistriodon — вимерлий рід парнопалих, що існував у міоцені в Європі.

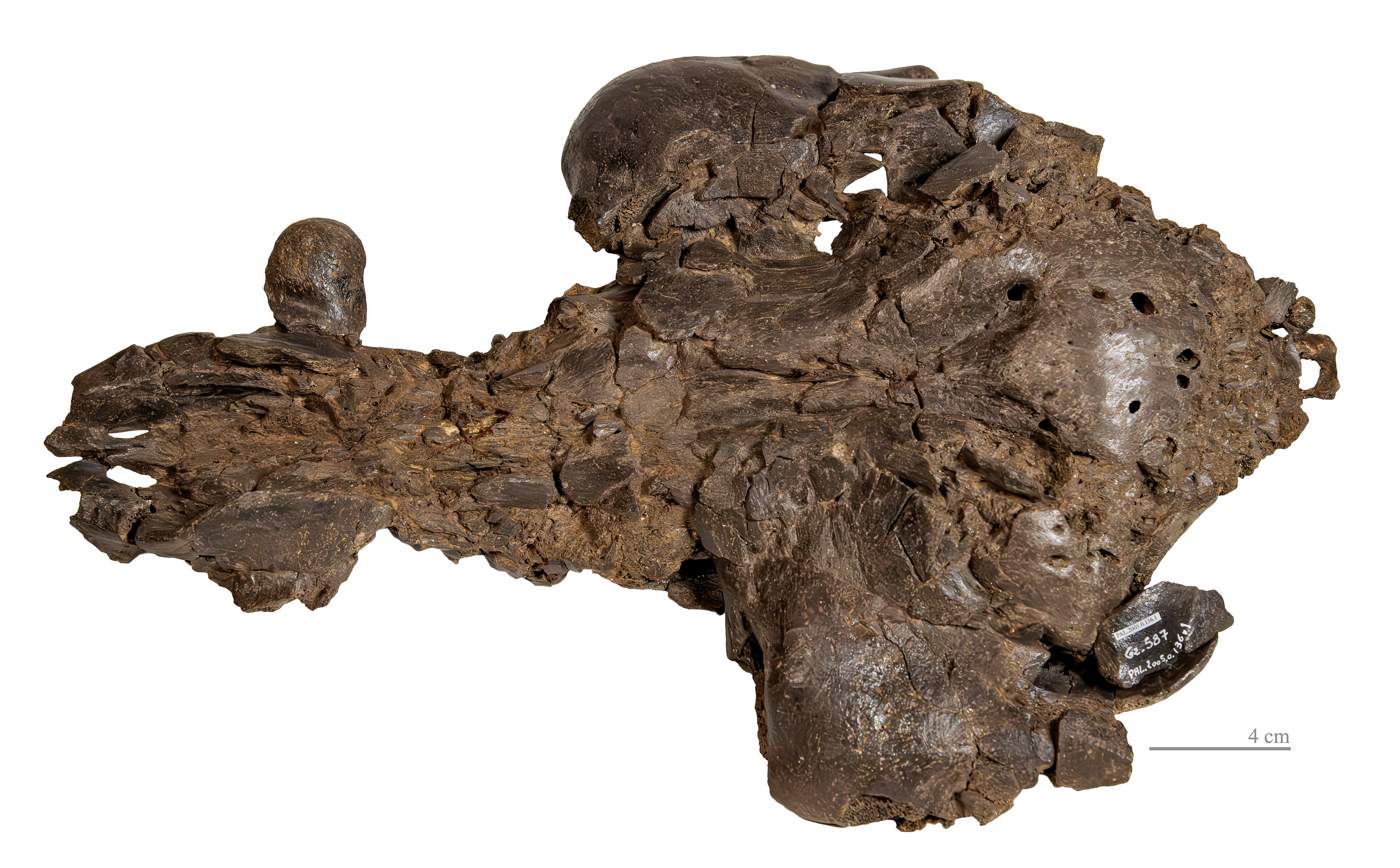
Eurolistriodon tenarezensis - Верхня частина черепа Голотип Музей Тулузи
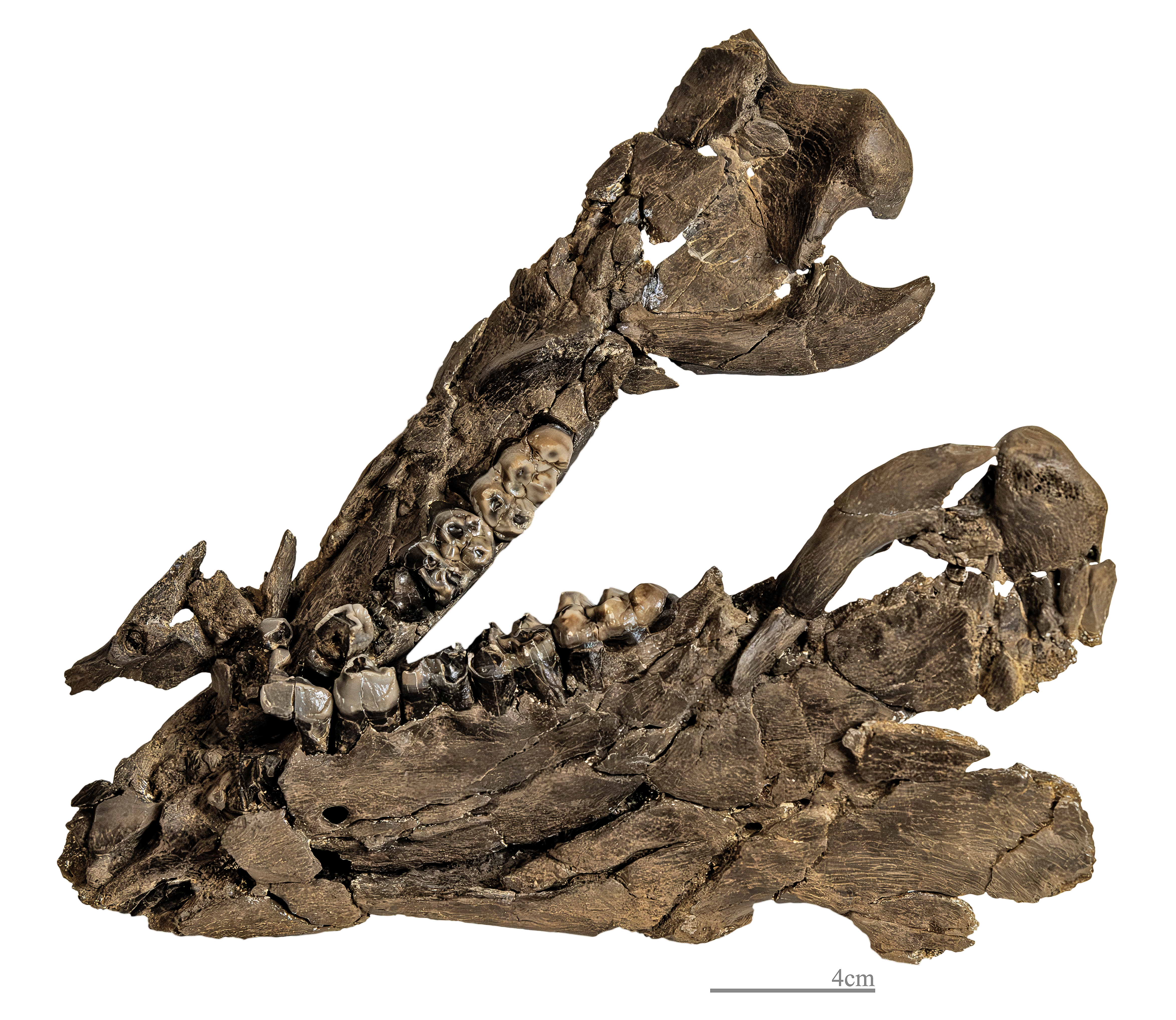
Eurolistriodon tenarezensis - Мандибула Голотип Музей Тулузи